# Wedderveer (plaats)
Wedderveer is een buurtschap in de gemeente Westerwolde in de provincie Groningen. Het ligt tussen Wedde en Blijham aan de westzijde van de Westerwoldse Aa.

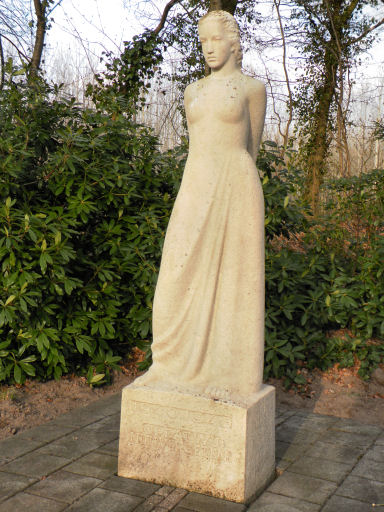
Oorlogsmonument Wedderveer (1950), door Wladimir de Vries

De naam verwijst naar het veer over de Westerwoldse Aa. Het veerhuis was vroeger een populaire uitspanning, zeker nadat de tramlijn naar Winschoten werd aangelegd. Aan de andere kant van het water liggen de Wedderbergen, van oorsprong een klein natuurgebied bestaande uit stuifduinen die gevormd zijn in de middeleeuwen. Tegenwoordig is het vooral bekend als recreatiegebied, met onder meer een bungalowpark. Ook staat in het gebied poldermolen de Weddermarke uit 1898.
Wedderveer had in 1807/08 een eigen schooltje.
In Wedderveer staat een bijzonder houtzaagmolentje uit 1938. In de nabijheid van de spinnenkop staat het tot woonhuis omgebouwde restant van windmolen De Nijverheidspolder.